# الحصن (الطفة)

تعديل مصدري - تعديل

الحصن هي إحدى قرى عزلة القويم بمديرية الطفة التابعة لمحافظة البيضاء، بلغ تعداد سكانها 444 نسمة حسب تعداد اليمن لعام 2004.